# Långa bron

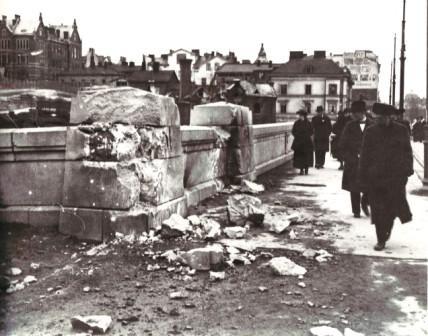
Långa bron 1918

Långa bron (finska: Pitkäsilta) är en bro i Helsingfors stad över Kajsaniemiviken mellan stadsdelarna Kronohagen och Broholmen. Fastän bron i sig bara är 75 meter lång, kommer namnet av att det tidigare fanns två broar i detta område över två sund, varav den nuvarande var den längre. 
Dagens granitbro blev klar år 1912 och är den femte bron på platsen. Den har ytskador, som kommer från kulor under strider under Finska inbördeskriget 1918.
Helsingfors östra tull, på utfarten nordväst mot Tammerfors och österut mot Borgå, låg till slutet av 1800-talet vid Långa bron vid slutet av Unionsgatan. I samband med byggandet av den fjärde träbron "Långa bron" på 1800-talet flyttades tullen från Kronohagssidan till Broholmssidan av bron. Alldeles i början av 1900-talet flyttades tullen en längre sträcka norrut längs Östra Chausséen (nuvarande Tavastvägen).
Den första bron över Kajsaniemiviken färdigställdes 1651. Då bestod det nuvarande Broholmenområdet av tre öar med två broar. Den svenska arméns retirerande styrkor brände två av träbroarna två gånger: 1713 och 1742. Under Storfurstendömet-tiden reparerades bron flera gånger, tills en ny byggdes 1832. Den fjärde bron blev färdig 1902.

## Symbolisk betydelse
Långa bron separerade innerstaden från arbetarstadsdelarna norr om bron, där den finländska arbetarrörelsen hade sina högkvarter. Därför har Långa bron länge ansetts utgöra en symbolisk gräns mellan borgare och arbetare. I det politiska språkbruket används termen "att gå över Långa bron", som hänvisar till kompromisser över den politiska blockgränsen höger–vänster.

## Bildgalleri

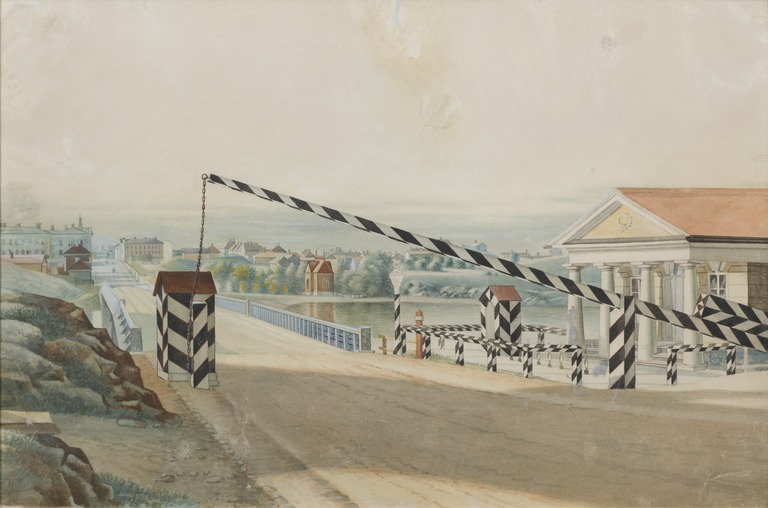
Tavast tull, oljemålning av Magnus von Wright, 1837. Vyn är söderut från Broholmen mot Unionsgatan.
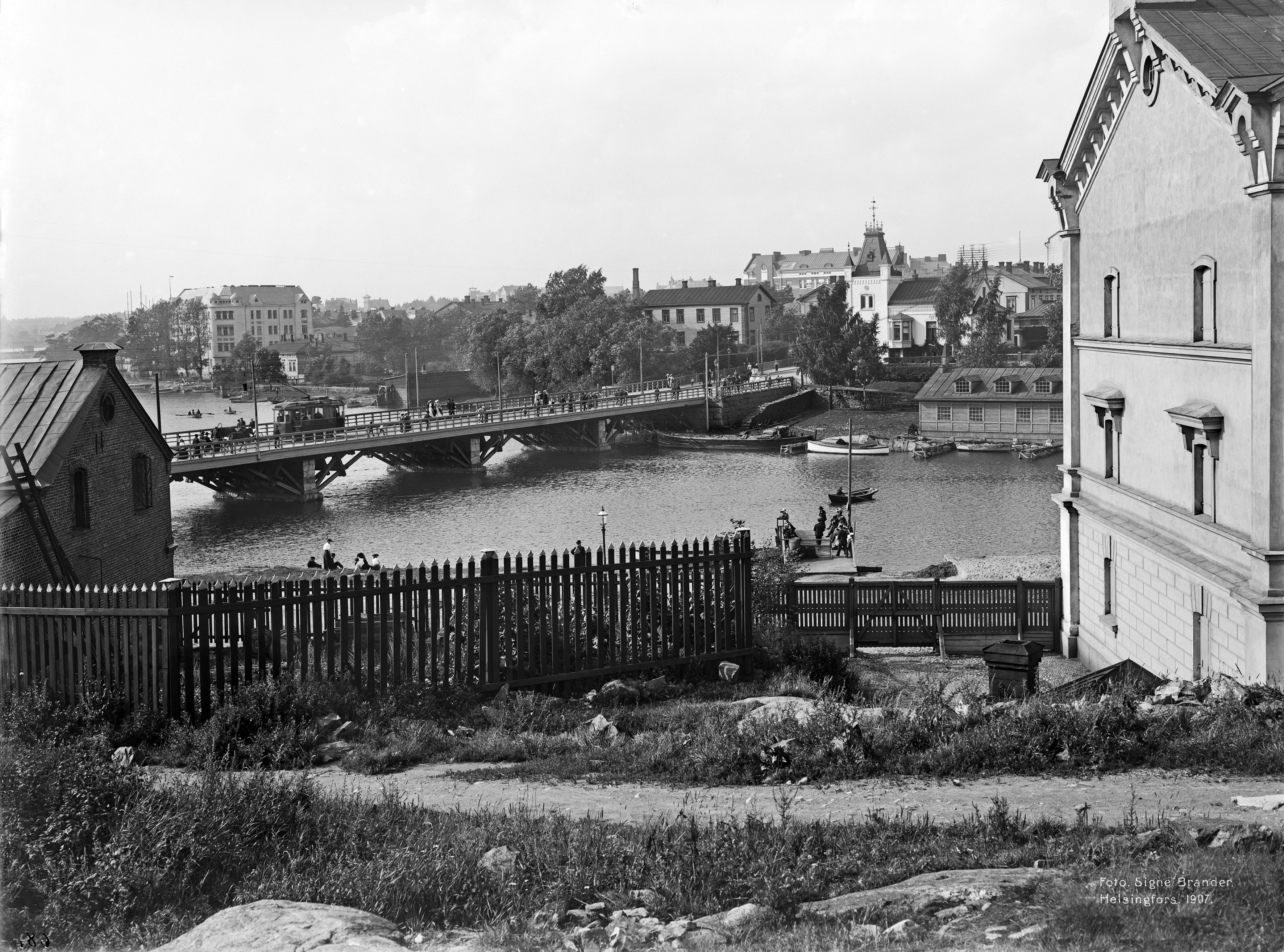
Långa bron, 1907. Foto: Signe Brander.
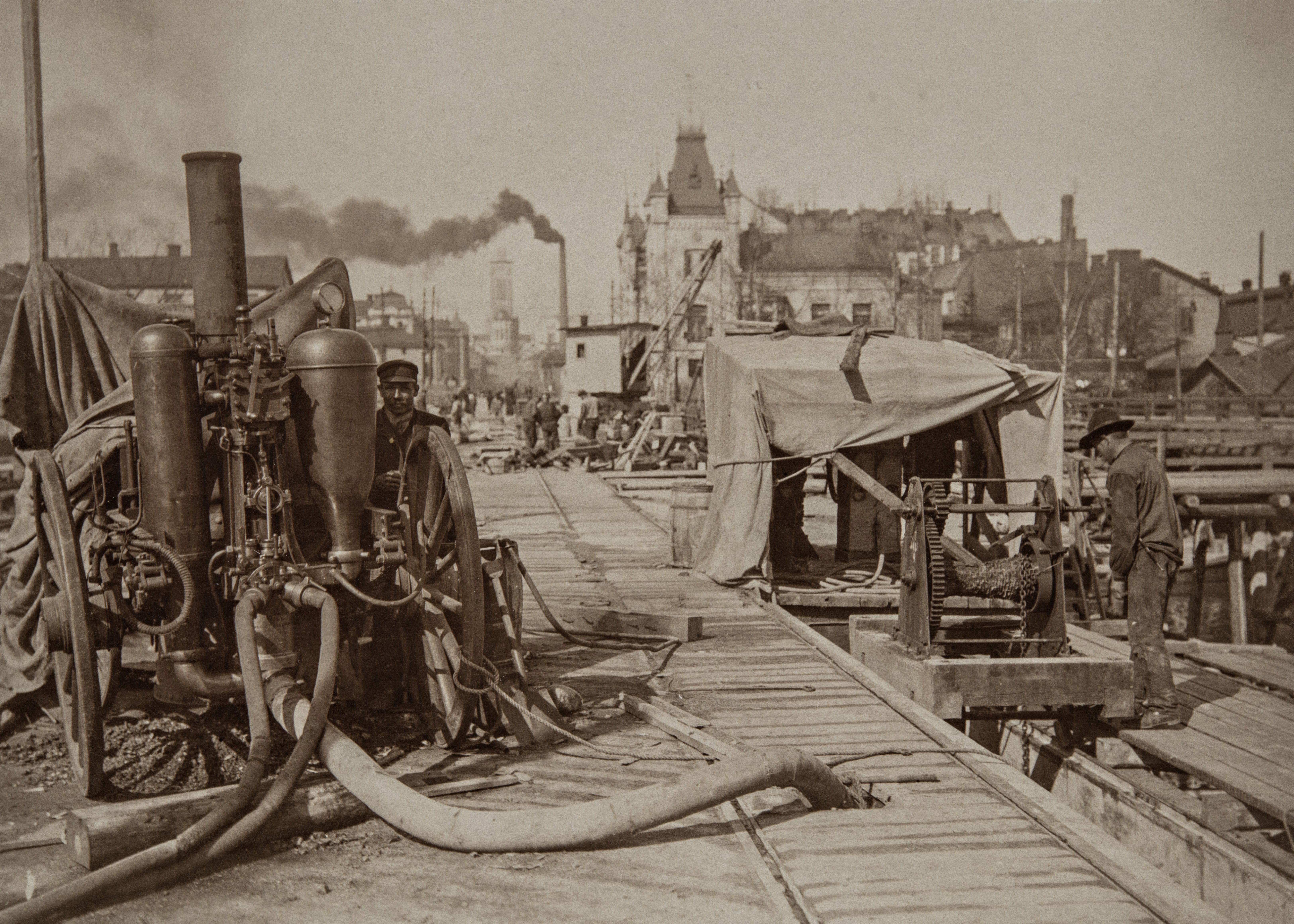
Anläggningsarbeten på bron, 1911. Till vänster syns en ångpump.